# توباز (مسرحية)
توباز (مسرحية) هي مسرحية من تأليف مارسيل بانيول تم عرضها في مسرح النهضة في برلين عام 1927 ثم في فرنسا في 10 أكتوبر 1928 في باريس. تعتبر من أهم المسرحبات العالمية. وهي مسرحية كوميدية، تتكون من أربعة فصول، ولقيت رواجاً كبيراً في الغرب. وظلت تمثل على المسارح الباريسية طوال أربع سنين. ثم تم تمثيلها على شاشة السينما.. وترجمت إلى عدة لغات وتم تمثيلها على المسارح الأوروبية وبلغ دخلها مئات الملايين من الفرنكات الفرنسية

## البطل توباز
توباز هو مدرس يتمتع بحس مدني لا تشوبه شائبة وراتب متواضع. تم طرده لأنه كان صادقًا جدًا وتأثر بالمحيطين به، وأصبح تدريجيًا أنسانا غير نزيه وكان يبدو سعيدًا بذلك، من خلال إطلاق نفسه تحت تأثير امرأة ومستشار بلدي عديم الضمير في عالم الأعمال.
جعلت هاته الرواية مؤلفها من الأثرياء.
وقد نقد فيها مؤلفها مارسيل بانويل المجتمع الفرنسي فأظهر التفسخ الاجتماعي الذي مني به المجتمع وأبرز غياب الوازع الوجداني لدى بعض الأفراد وتهالك الناس على المال وغيرها من الآفات الاجتماعية في فرنسا وأوروبا كلها في ظل الجمهورية الرابعة والديموقراطية الفاسدة متخذاً الواقعية منهجاً له.
وتمتاز المسرحية بمزايا رفعتها من مستوى المسرحيات الهزلية الخفيفة إلى مصاف المسرحيات الكلاسيكية. فهي تعتبر مسرحية أخلاقية ناقدة للمجتمع ونظام الحكم.. في قالب كوميدي مليئ بالمواقف المضحكة.

## هوامش
- ترجمها للعربية الدكتور إبراهيم الكيلاني ونشرها عام 1961م